# Полонез (РЕБ)

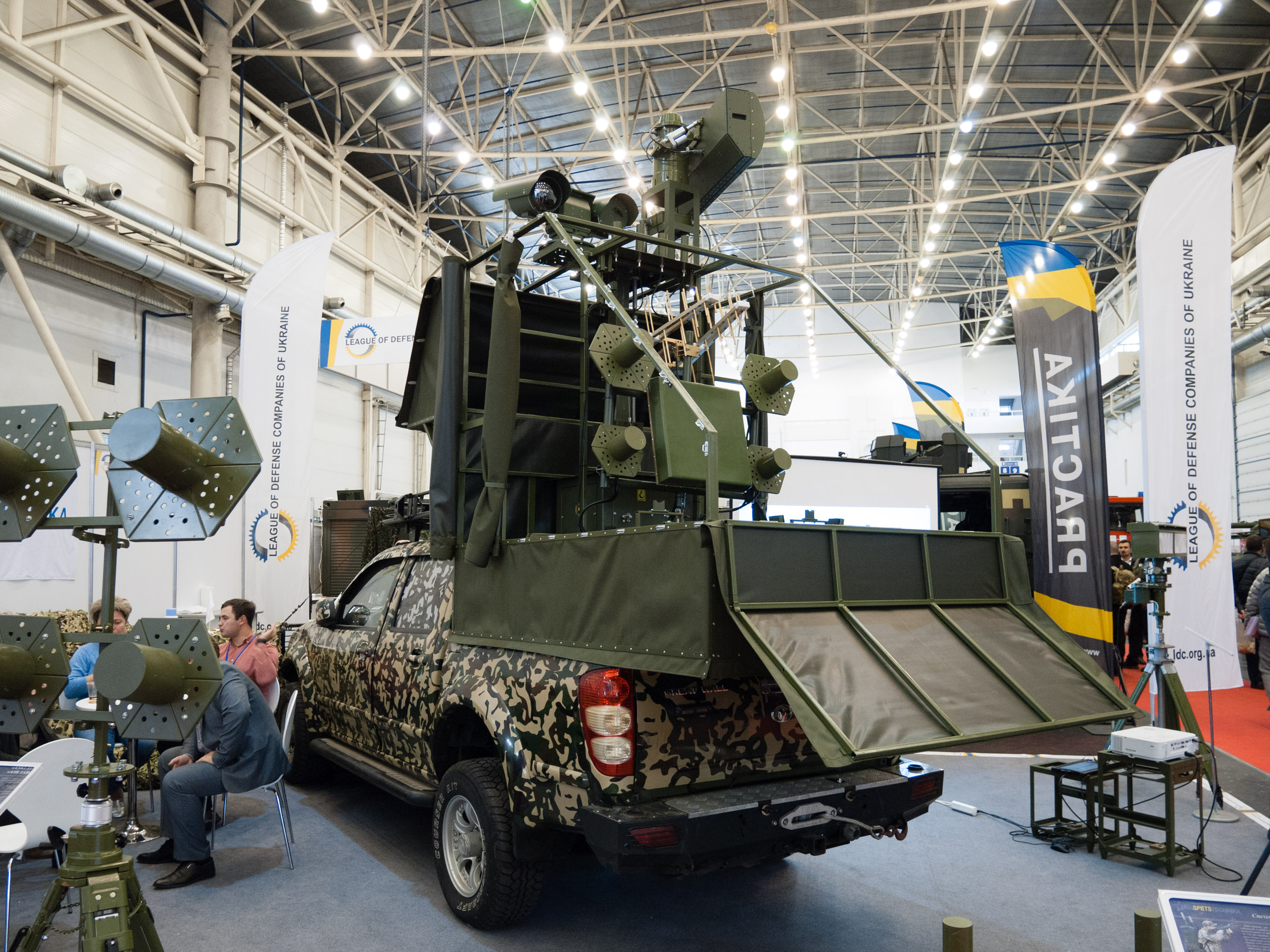
«Полонез» на виставці «Зброя та безпека—2018»

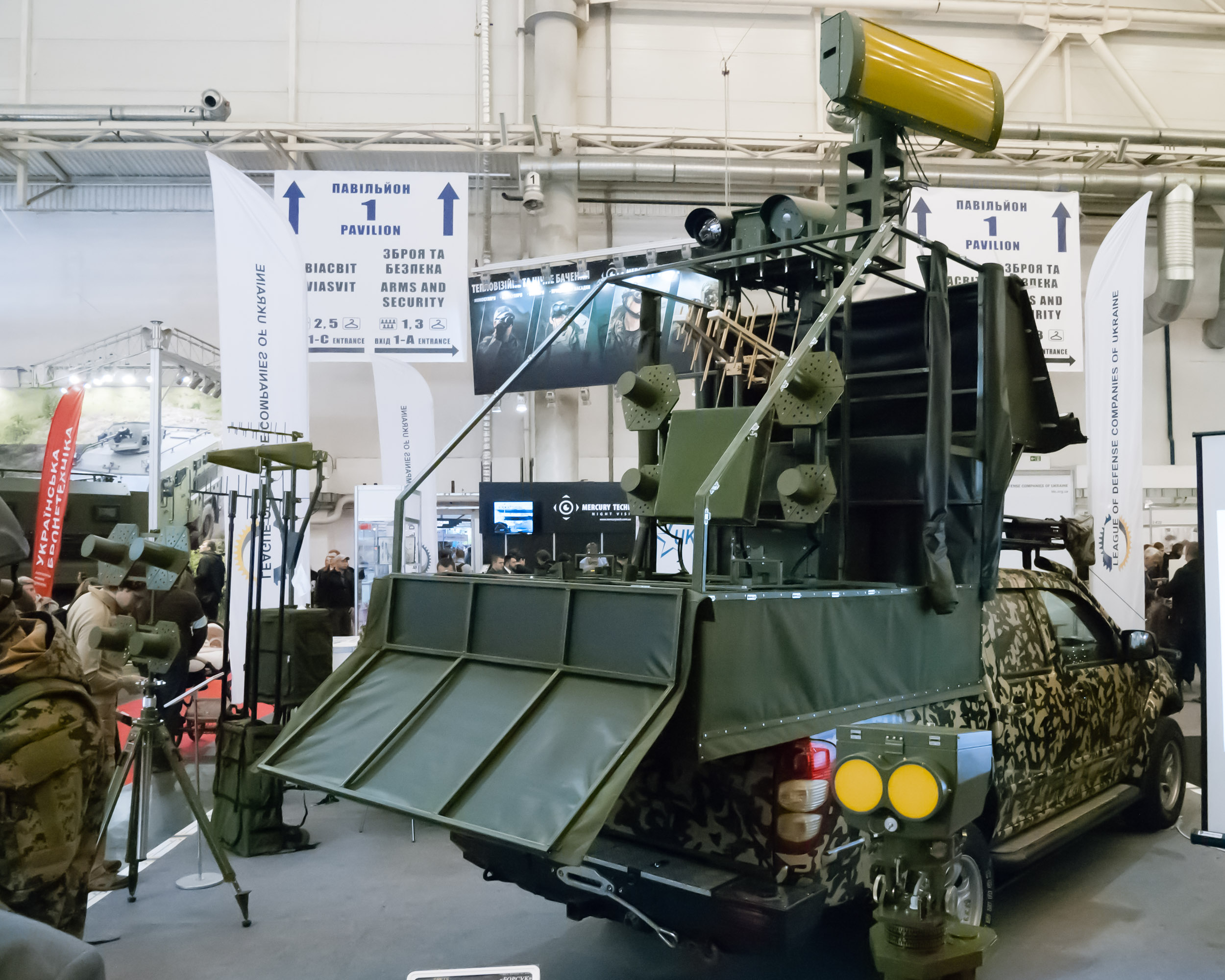
«Полонез» на виставці «Зброя та безпека—2018»

«Полонез» — український комплекс радіолелектронної боротьби, призначений для боротьби з БПЛА. Встановлений на мобільну платформу. Розроблений холдингом «Укрспецтехніка».

## Історія
Вперше представлений у 2017 році. За даними BBC, система вже випробовувалася під Авдіївкою.

## Опис
До складу комплексу «Полонез» входить:
- радіолокаційна станція міліметрового діапазону «Лис-3М»
- оптико-електронний модуль (ОЕМ) для захоплення і супроводу цілей в тепловізійному і інфрачервоному випромінюванні
- комплекс розвідки «Джеб»
- комплекс постановки радіоперешкод «Анклав», який забезпечує придушення сигналів команд управління і телеметрії, а також передавач і формувач загороджувальних перешкод приймачів навігаційних каналів GPS / GLONASS.

«Полонез» може також передавати інформацію про виявлені БПЛА через командний центр іншим службам. Взаємодія компонентів забезпечується спеціалізованим програмним продуктом власної розробки компанії.